# Reprezentacja Saint Vincent i Grenadyn w piłce nożnej mężczyzn
Reprezentacja Saint Vincent i Grenadyny w piłce nożnej – karaibska reprezentacja narodowa założona w 1979 roku. Od 1988 roku należy do FIFA oraz CONCACAF.
Reprezentacja nigdy nie brała udziału w mistrzostwach świata, natomiast raz (w 1996 roku) w Złotym Pucharze CONCACAF. Swój występ zakończyła w pierwszej rundzie. Największym osiągnięciem jest zdobycie drugiego miejsca w 1995 roku w Pucharze Karaibów.
Saint Vincent i Grenadyny zajmowały 22. miejsce w CONCACAF 18 maja 2011 r.
Trenerem zespołu jest Cornelius Bernard Huggins.

## Udział wMistrzostwach Świata
- 1930 – 1978 – Nie brały udziału (były kolonią brytyjską)
- 1982 – 1990 – Nie brały udziału
- 1994 – 2022 – Nie zakwalifikowały się

## Udział wZłotym Pucharze CONCACAF
- 1991 – Nie brały udziału
- 1993 – Nie zakwalifikowały się
- 1996 – Faza Grupowa
- 1998 – 2002 – Nie zakwalifikowały się
- 2003 – Nie brały udziału
- 2005 – 2021 – Nie zakwalifikowały się

## Udział wPucharze Karaibów
- 1989 – Faza Grupowa
- 1990 – Turnieju nie dokończono[2]
- 1991 – Nie brały udziału
- 1992 – Faza Grupowa
- 1993 – Faza Grupowa
- 1994 – Nie zakwalifikowały się
- 1995 – II Miejsce
- 1996 – Faza Grupowa
- 1997 – 2005 – Nie zakwalifikowały się
- 2007 – Faza Grupowa
- 2008 – 2017 – Nie zakwalifikowały się